# Апенцел
Апенцел је градић у североисточној Швајцарској и главни град кантона Апенцел Инероден.
Насеље Апенцел је значајно по свом великом градитељском наслеђу, по коме је познато и изван граница Швајцарске.

## Природне одлике
Апенцел се налази у североисточном делу Швајцарске, близу границе са Аустријом - 12 км источно од града. Од најближег већег града, Цириха град је удаљен 100 км источно, а од Сент Галена 20 јужно.
Рељеф: Апенцел се налази у омањој долини, на 750-800 метара надморске висине. Град окружију Алпи, али је дата област више висораван, него изразито планинска.
Клима: Клима у Апенцелу је оштрија варијанта умерено континенталне због велике надморске висине и планинског окружења.
Воде: Кроз Апенцел протиче истоимена речица Апенцел.

## Историја
Апенцел се први пут појавио 1071. године под именом Абацела. Године 1223. године је тадашња Абацела променила име у Абатисцела. 1563. године гради се градска кућа, па насеље добија статус града.
Током 19. века Апенцел се почиње полако развијати и јачати економски. Тада град добија одлике значајнијег насеља. Ово благостање се задржало до дан-данас.

## Становништво
2008. године Апенцел је имао око 5.700 становника.
Језик: Швајцарски Немци чине традиционално становништво града и немачки језик је званични у граду и кантону. Међутим, градско становништво је током протеклих неколико деценија постало веома шаролико, па се на улицама Апенцела чују бројни други језици.
Вероисповест: Месни Немци су у од давнина римокатолици.

## Галерија слика
- Поглед на Апенцел са неба
- Градска пешачка улица
- Зграда седишта Кантона
- Градска црква